# Dieter Berger

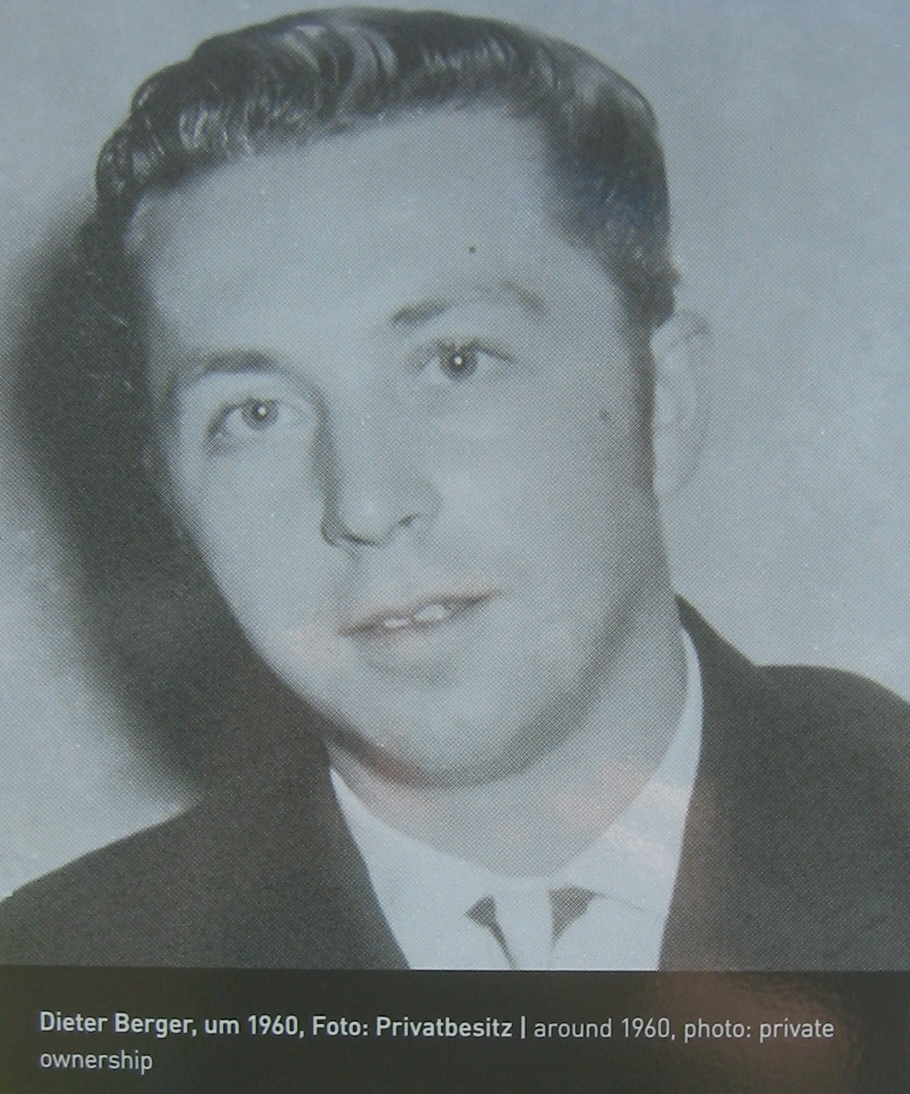
Dieter Berger

Dieter Berger (ur. 27 października 1939 w Bolkowicach, zm. 13 grudnia 1963 w Berlinie) – ofiara śmiertelna Muru Berlińskiego.

## Życiorys
Ojciec Bergera poległ jako żołnierz w drugiej wojnie światowej. Po jego śmierci matka znalazła nowego męża, doczekując się i wychowując odtąd dwóch synów. Po zakończeniu wojny żyjąca dotąd na Dolnym Śląsku rodzina przeniosła się w 1947 r. do Glienicke, gdzie Berger do 1955 r. uczęszczał do szkoły oraz uczył się po jej ukończeniu zawodu murarza. Do momentu śmierci pracował jako robotnik na placu budowy gmachu Akademii Nauk NRD we wschodnioberlińskiej dzielnicy Adlershof. W 1962 r. ożenił się, niedługo potem małżeństwo doczekało się córki.

### Okoliczności śmierci
Rankiem 13 grudnia 1963 r. Berger udał się na miejsce pracy. Podczas przerwy popołudniowej pił wraz z kolegami alkohol, wskutek czego ostatecznie opuścił plac budowy w stanie nietrzeźwym. Około godziny 15:00 pijanego Bergera zauważyło w pobliżu przebiegającego przez dzielnicę Johannisthal koryta Teltowkanal dwóch żołnierzy wojsk granicznych NRD. Jako że Berger zaczął wspinać się na usytuowane tam umocnienia graniczne, przekonani o próbie ucieczki żołnierze zdecydowali się na oddanie strzału ostrzegawczego. Berger zeskoczył z płotu, oddalając się od pasa granicznego z podniesionymi do góry rękami. Mimo to jeden z wartowników otworzył ogień do domniemanego uciekiniera raniąc go ciężko, wskutek czego ten zmarł podczas drogi do położonego w centrum szpitala Krankenhaus der Volkspolizei.
Motywy rzekomej próby ucieczki nigdy nie zostały jednoznacznie udokumentowane. Zarówno rodzina, jak i prowadzone przez organa bezpieczeństwa dochodzenie udowodniły, iż zachowanie zastrzelonego spowodowane było wyłącznie zamroczeniem alkoholowym. Dieter Berger uchodził w ich szacunkach za obojętnego politycznie i nigdy nie przejawiał krytyki wobec systemu. Akta medycyny sądowej wykazały również po przeprowadzeniu obdukcji, iż znajdująca się w stanie upojenia alkoholowego ofiara nie stwarzała jakiegokolwiek zagrożenia, w momencie śmiertelnego postrzału znajdowała się już z kolei na ziemi leżąc poza zasięgiem umocnień.

### Następstwa
Oskarżeni o śmiertelne strzały żołnierze stanęli przed sądem w 1995 r. Z powodu przebytego dwukrotnie zawału serca jeden z nich uznany został w trakcie dochodzenia za niezdolnego do czynności procesowych. Jako że jego przełożonemu nie udowodniono zarówno oddania strzałów, jak i ich bezpośredniego rozkazu, proces zakończył się jednoznacznym uniewinnieniem tegoż.